# Brachymera rugosa
Brachymera rugosa là một loài ruồi trong họ Tachinidae.